# Bustos de Paolo Giordano e Isabella Orsini
Os bustos de Paolo Giordano e Isabella Orsini são dois retratos esculturais produzidos pelo artista italiano Gian Lorenzo Bernini em 1635, com o auxílio de outros escultores de seu estúdio. As obras representam Paolo Giordano, Duque de Bracciano, e sua esposa, Isabella Orsini. Atualmente, encontram-se no Castello Orsini-Odescalchi em Bracciano, na Itália.